# Joseph Akama
 (mars 2025).
Motif : Aucune source secondaire centrée
- Archive Wikiwix
- Bing
- Cairn
- DuckDuckGo
- E. Universalis
- Gallica
- Google
- G. Books
- G. News
- G. Scholar
- Persée
- Qwant
- (zh) Baidu
- (ru) Yandex
- (wd) trouver des œuvres sur Wikidata

| 1. | Préciser le motif de la pose du bandeau. | Précisez le motif de la pose du bandeau en utilisant la syntaxe suivante : {{admissibilité à vérifier\|date=avril 2025\|motif=remplacez ce texte par le motif}}                   |
| 2. | Informer les utilisateurs concernés.     | Pensez à avertir le créateur de l'article, par exemple, en insérant le code ci-dessous sur sa page de discussion : {{subst:avertissement admissibilité à vérifier\|Joseph Akama}} |

Joseph Raphaël Akama est un réalisateur et scénariste camerounais.

## Biographie
Fan de lecture depuis son enfance, Joseph Akama noue les liens avec le cinéma après son intégration au sein de l'Université de Yaoundé 1 dans la filière art du spectacle. Plus tard, il va intégrer la maison de production INCEPTION qui lui a ouvert les portes du monde professionnel. Son premier court métrage avec Rostand Wandja lui a permis de remporter en 2019 le prix du meilleur scénario au concours "10 jours pour un film" organisé par le festival Écrans Noirs. En 2020, il livre son deuxième court-métrage "Into the Den" et "Kankan movies", son troisième projet cinématographique qui verra le jour en 2022.

## Filmographie

### Réalisateur et scénariste
- Western (2019)[2].
- Into the Den (2020)
- Kankan (2022)

### Assistant à la réalisation
- Point de vue (2016)[3].
- Neighbour (2018)